# REAL-T
株式會社REAL-T（日语：株式会社リアル·ティ）是日本一家位於東京都杉並區成田東的動畫後期製作與剪輯公司。成立於2006年。代表董事為西山茂。

## 概要、沿革
REAL-T是日本一家專門從事動畫後期製作與剪輯的公司。2006年3月1日，由以往跟東映動畫合作企業TAVAC（日语：タバック）所屬剪輯技師西山茂自行就任執行董事。成立之後與動畫公司HAL FILM MAKER（現已併入並改名TYO動畫）一起成為TYO集團的子企業之一。
另外，REAL-T自從成立以來，設有共6間AVID Symphony NitrisDX和HDCAM-SR的HD剪輯器材與剪輯室，以及有8位專業人員。並主要和J.C.STAFF、A-1 Pictures、SILVER LINK.、WHITE FOX、TMS Entertainment及地圖工作室等動畫製作公司合作。
2017年11月30日，Graphinica的母公司Memory-Tech控股株式會社從TYO手裏購買了後者擁有的TYO Animation和REAL-T將近全部的股份。從今以後，REAL-T成為Memory-Tech的子公司。而TYO動畫則成為Graphinica的子公司（同時公司名稱又改回夢太公司）。

## 主要參加作品
※括號表示說明負責的所屬技師。

### 電視動畫

#### 2000年代
2006年
- ARIA The NATURAL（西山茂）
- 甦醒的天空 -RESCUE WINGS-（日语：よみがえる空 -RESCUE WINGS-）（西山茂）
- 蜂蜜與四葉草II（西山茂）
- 後天的方向。（西山茂）
- 櫻蘭高校男公關部（西山茂）
- 銀河鐵道物語 ～永遠的分岐點～（西山茂）
- 東京暴族2（日语：TOKYO TRIBE2）（西山茂）
- 不可思議星球的☆雙胞胎公主Gyu！（西山茂）
- 家庭教師HITMAN REBORN！（西山茂）

2007年
- Sketch book ～full color`s～（坪根健太郎）
- 暗夜魔法使 The ANIMATION（坪根健太郎）
- 天翔少女（西山茂）
- 交響情人夢（西山茂）
- POTEMAYO（坪根健太郎）
- Devil May Cry（西山茂）
- 神曲奏界Polyphonica（西山茂）
- 王牌投手 振臂高揮（西山茂）
- Robby & Kerobby（日语：ロビーとケロビー）（西山茂）
- 灼眼的夏娜II（西山茂）
- 君吻（西山茂）

2008年
- ARIA The ORIGINATION（坪根健太郎）
- 死後文（西山茂）
- 隱王（西山茂）
- SOUL EATER（西山茂）
- 女神異聞錄 ～三位一體之魂～（西山茂）
- 新·安琪莉可 Abyss（西山茂）
- 幻影少年（後藤正浩）
- 鐵腕女警 DECODE:（日语：鉄腕バーディー DECODE）（後藤正浩）
- 零之使魔 ～三美姬的輪舞～（後藤正浩）
- 秀逗魔導士REVOLUTION（西山茂）
- 魔法使的條件 ～夏日天空～（後藤正浩）
- 神薙（坪根健太郎）
- 交響情人夢 巴黎篇（西山茂）
- 鋼鐵新娘（西山茂）
- 黑執事（後藤正浩）
- 魔法禁書目錄（西山茂）
- 虎與龍！（西山茂）
- SKIP BEAT！華麗的挑戰（後藤正浩）
- 我家3姊妹（西山茂、後藤正浩、坪根健太郎、水津太盛）

2009年
- 鐵腕女警 DECODE:02（後藤正浩）
- 秀逗魔導士EVOLUTION-R（西山茂）
- 戰場女武神（坪根健太郎）
- 初戀限定。（西山茂）
- 大正野球娘。（後藤正浩）
- 旋風管家（坪根健太郎）
- 青之花（後藤正浩）
- 11eyes（西山茂）
- 科學超電磁砲（西山茂）
- 奇蹟☆列車（西山茂）
- 戰鬥司書（後藤正浩）
- 守護甜心！（後藤正治）
- KIDDY GiRL-AND（坪根健太郎）

#### 2010年代
2010年
- WORKING!!（坪根健太郎）
- 無法掙脫的背叛（西山茂）
- 交響情人夢 最終篇（西山茂）
- 閃光的夜襲（西山茂）
- 王牌投手 振臂高揮 ～夏季大會篇～（西山茂）
- 世紀末超自然學院（西山茂）
- B型H系（後藤正浩）
- 野狼大神與七位夥伴（後藤正浩）
- 學生會長是女僕！（後藤正浩）
- 黑執事II（後藤正浩）
- 咎狗之血（坪根健太郎）
- 偵探歌劇 少女福爾摩斯（後藤正浩）
- 少女妖怪 石榴（西山茂）
- 侵略！花枝娘（西山茂）
- 爆漫王。（後藤正浩）
- 魔法禁書目錄II（西山茂）
- STAR DRIVER 閃亮的塔科特（西山茂）

2011年
- 食夢者瑪莉（西山茂）
- 結界女王（西山茂）
- 我們仍未知道那天所看見的花名。（西山茂）
- 緋彈的亞莉亞（西山茂）
- C（西山茂）
- 青之驅魔師（後藤正浩）
- 架向星空之橋（後藤正浩）
- 異國迷宮的十字路口（後藤正浩）
- STEINS;GATE（後藤正浩）
- 碎之星（坪根健太郎）
- 亞斯塔蘿黛的後宮玩具（坪根健太郎）
- 元氣媽媽（後藤正浩）
- 歌之王子殿下 真愛1000%（西山茂）
- 快盜天使雙胞胎 ～KYUNKYUN☆心跳樂園!!～（後藤正浩）
- 神的記事本（西山茂）
- 轉吧！企鵝罐（西山茂）
- WORKING'!!（坪根健太郎）
- 侵略!? 花枝娘（西山茂）
- 幸福光暈 ～hitotose～（西山茂）
- 灼眼的夏娜III -FINAL-（西山茂）

2012年
- 猛烈宇宙海賊（坪根健太郎）
- 偵探歌劇 少女福爾摩斯 第2幕（後藤正浩）
- 愛殺寶貝（西山茂）
- 零之使魔F（後藤正浩）
- 在那個夏天等待（西山茂）
- 向銀河開球（後藤正浩）
- BLACK★ROCK SHOOTER（坪根健太郎）
- 黃昏乙女×失憶幽靈（坪根健太郎）
- 軍火女王（後藤正浩）
- 軍火女王 PERFECT ORDER（後藤正浩）
- 故鄉再生 日本昔話（日语：ふるさと再生 日本の昔ばなし）（新見元希）
- AKB0048（坪根健太郎）
- 宇宙兄弟（後藤正浩）
- 刀劍神域（西山茂）
- 釣球（西山茂）
- 女子落語（西山茂）
- 聖靈家族 -La storia della Arcana Famiglia-（西山茂）
- 超譯百人一首戀歌（後藤正浩）
- 超速變形螺旋傑特（坪根健太郎）
- 校園剋星（西山茂）
- 爆漫王。3（後藤正浩）
- 來自新世界（坪根健太郎）
- 櫻花莊的寵物女孩（西山茂）
- 只要妳說妳愛我。（後藤正浩）

2013年
- 打工吧！魔王大人（後藤正浩）
- 我女友與青梅竹馬的慘烈修羅場（坪根健太郎）
- 開漫－啦！（後藤正浩）
- YUYU式（須藤瞳）
- 歌之王子殿下 真愛2000%（西山茂）
- 變態王子與不笑貓。（後藤正浩）
- 科學超電磁砲S（西山茂）
- Fate/kaleid liner 魔法少女☆伊莉雅（坪根健太郎）
- 我不受歡迎，怎麼想都是你們的錯！（坪根健太郎）
- 結界女王 震顫（西山茂）
- 悠悠哉哉少女日和（坪根健太郎）
- SERVANT×SERVICE（坪根健太郎）
- 銀之匙 Silver Spoon（西山茂）
- 二人是少女福爾摩斯（後藤正浩）
- 魔界王子 devils and realist（西山茂）
- 幸福光暈 ～More Aggressive～（西山茂）
- 小鎮有你（後藤正浩）
- 科學小飛俠Crowds（西山茂）
- 噬血狂襲（坪根健太郎）
- 青春紀行（西山茂）
- 校園剋星 ～Refrain～（西山茂）
- 熱風海陸（須藤瞳）

2014年
- 超級索尼子 -SUPER SONICO THE ANIMATION-（後藤正浩）
- 魔女的使命（後藤正浩）
- 地球隊長（西山茂）
- 世界征服 謀略之星（後藤正浩）
- 農林（坪根健太郎）
- 狐仙的戀愛入門（西山茂）
- 最近，妹妹的樣子有點怪？（坪根健太郎）
- 龍孃七七七埋藏的寶藏（坪根健太郎）
- 風雲維新大將軍（西山茂）
- selector infected WIXOSS（後藤正浩）
- LOVE STAGE!!（坪根健太郎）
- 棺姬嘉依卡（後藤正浩）
- 愛絲卡&羅吉的鍊金工房 ～黃昏天空之鍊金術士～（後藤正浩）
- 金色琴弦 Blue♪Sky（近藤勇二）
- M3 ～黑色鋼鐵～（坪根健太郎）
- 元氣囝仔（須藤瞳）
- Fate/kaleid liner 魔法少女☆伊莉雅 2wei！（坪根健太郎）
- 三坪房間的侵略者!?（坪根健太郎）
- 斬！赤紅之瞳（後藤正浩）
- 刀劍神域II（西山茂）
- 黑執事 Book of Circus（後藤正浩）
- 修業魔女璐璐萌（西山茂）
- 七大罪（後藤正浩）
- 狼少女和黑王子（近藤勇二）
- 電波少女與錢仙大人（坪根健太郎）
- 棺姬嘉依卡 AVENGING BATTLE（後藤正浩）

2015年
- 雙槍激鬥（後藤正浩）
- 歌之王子殿下 真愛革命（近藤勇二）
- 在地下城尋求邂逅是否搞錯了什麼（坪根健太郎）
- 百合熊風暴（西山茂）
- 血界戰線（西山茂）
- 食戟之靈（西山茂）
- 偵探歌劇 少女福爾摩斯 TD（後藤正浩）
- 電波教師（須藤瞳）
- 魔法少女奈葉ViVid（近藤勇二）
- 科學小飛俠Crowds Insight（西山茂）
- Chaos Dragon 赤龍戰役（坪根健太郎）
- 監獄學園（後藤正浩）
- 下流梗不存在的灰暗世界（後藤正浩）
- 悠悠哉哉少女日和 Repeat（（坪根健太郎）
- 若葉女孩（坪根健太郎）
- WORKING!!!（坪根健太郎）
- 動畫鍛鍊！EX（近藤勇二）
- 我被抓到貴族女校當「庶民樣本」（坪根健太郎）
- 學戰都市Asterisk（後藤正浩）
- 對魔導學園35試驗小隊（坪根健太郎）
- 重裝武器（西山茂）
- 輕鬆百合3☆hi！（坪根健太郎）

2016年
- 少女們向荒野進發（後藤正浩）
- NORN9 命運九重奏（須藤瞳）
- 只有我不存在的城市（西山茂）
- Anne Happy♪（坪根健太郎）
- 逆轉裁判 ～對這個「真相」，有異議！～（後藤正浩）
- 田中君總是如此慵懶（坪根健太郎）
- 火星異種 復仇（近藤勇二）
- 飛翔的魔女（後藤正浩）
- 文豪Stray Dogs（西山茂）
- 超時空要塞Δ（坪根健太郎）
- Re:從零開始的異世界生活（須藤瞳）
- 藍海少女！（須藤瞳）
- 聖潔天使（坪根健太郎）
- Qualidea Code（後藤正浩）
- 齊木楠雄的災難（後藤正浩）
- 食戟之靈 貳之皿（西山茂）
- TABOO TATTOO -禁忌咒紋-（西山茂）
- Fate/kaleid liner 魔法少女☆伊莉雅 3rei!!（坪根健太郎）
- 刀劍亂舞 -花丸-（坪根健太郎）

2017年
- 快盜天使雙胞胎（後藤正浩）
- 學園少女突襲者 Animation Channel（西山茂）
- BanG Dream！（新見元希）
- 快盜天使雙胞胎BREAK（後藤正浩）
- 劍姬神聖譚 在地下城尋求邂逅是否搞錯了什麼 外傳（坪根健太郎）
- 情色漫畫老師（坪根健太郎）
- 小魔女學園（坪根健太郎）
- 戰鬥女子學園（坪根健太郎）
- 如果有妹妹就好了。（坪根健太郎）
- 食戟之靈 餐之皿（近藤勇二）

2018年
- 七大罪 戒めの復活（後藤正浩）
- 食戟之靈 餐之皿 遠月列車篇（近藤勇二）
- 續 刀劍亂舞 -花丸-（坪根健太郎）
- Butlers ～千年百年物語～（瀧川三智）
- STEINS;GATE 0（須藤瞳）
- 最終休止符 -無止境的螺旋物語-（新見元希）
- 阿宅的戀愛太難（坪根健太郎）
- 漫畫女孩（坪根健太郎）
- ALICE OR ALICE（新見元希）
- 後街女孩（山岸歩奈実）
- 春原莊的管理員小姐（坪根健太郎）
- 音樂少女（西山茂）
- 行星與共（近藤勇二）
- 高分少女（坪根健太郎）
- 搖曳莊的幽奈小姐（坪根健太郎）
- 我讓最想被擁抱的男人給威脅了。（瀧川三智）
- 隔壁的吸血鬼美眉（坪根健太郎）
- 刀劍神域 Alicization（近藤勇二）
- 魔法禁書目錄III（西山茂）
- RErideD -穿越時空的德理達-（後藤正浩）
- 佐賀偶像是傳奇（後藤正浩）

2019年
- 環戰公主（坪根健太郎）
- 動物朋友2（新見元希）
- 盾之勇者成名錄（須藤瞳）
- 天使降臨到我身邊！（坪根健太郎）
- 川柳少女（近藤勇二）
- 滿腦都是○○的我沒辦法談戀愛（瀧川三智）
- 一個人的○○小日子（山岸步奈實）
- 賢者之孫（瀧川三智）
- 滿月之戰（坪根健太郎）
- 科學一方通行（後藤正浩）
- 實況主的逃脫遊戲【直播中】（近藤勇二）
- 在地下城尋求邂逅是否搞錯了什麼II（坪根健太郎）
- 異常生物見聞錄

#### 2020年代
2020年
- 戀愛小行星（坪根健太郎）
- 夢夢貓（山岸步奈實）
- 你與我最後的戰場，亦或是世界起始的聖戰（近藤勇二）

2021年
- 碧藍航線 微速前進！（新見元希）

### OVA
2006年
- 天翔少女（西山茂）
- 灼眼的夏娜SP「戀愛與溫泉的校外教學」（西山茂）

2007年
- 銀河鐵道物語 ～被時間遺忘的行星～（西山茂）
- 撲殺天使朵庫蘿2（坪根健太郎）
- 關上最後的門吧！（日语：最後のドアを閉めろ!）

2008年
- 四娘物語（西山茂）

2009年
- 金色琴弦（後藤正浩）
- 灼眼的夏娜S（西山茂）

2010年
- 遙遠時空3 永無止境的命運（坪根健太郎）
- 小泉麻將傳說（後藤正浩）
- 幸福光暈（西山茂）
- BLACK★ROCK SHOOTER（坪根健太郎）
- 科學超電磁砲[[[Wikipedia:格式手册/链接#章節|錨點失效]]]（西山茂）
- 古拉爾騎士團（日语：グラール騎士団）（後藤正浩）

2011年
- 戰場女武神3 為誰而負的槍傷（坪根健太郎）

2012年
- 少女愛上姊姊 2位Elder THE ANIMATION（後藤正浩）
- 危險爺爺邪（日语：絶体絶命でんぢゃらすじーさん）（西山茂）
- one off（坪根健太郎）

2014年
- SANTA COMPANY（日语：サンタ・カンパニー）（坪根健太郎）
- 輕鬆百合 暑假時光！（坪根健太郎）

2015年
- 幸福光暈 ～畢業寫真～（西山茂）
- 噬血狂襲（坪根健太郎）

### 電影動畫
2006年
- 穿越時空的少女（西山茂）

2007年
- 劇場版 灼眼的夏娜（西山茂）
- 老鼠物語：喬治和傑拉爾德的冒險（日语：ねずみ物語）（西山茂）

2009
- 夏日大作戰（西山茂）
- 歡迎來到宇宙秀（後藤正浩）
- ONE PIECE FILM STRONG WORLD（後藤正浩）

2011年
- 神奇樹屋（西山茂）

2012年
- STAR DRIVER 閃亮的塔科特 THE MOVIE（西山茂）
- 狼的孩子雨和雪（西山茂）

2013年
- 小魔女學園（坪根健太郎）
- 劇場版 我們仍未知道那天所看見的花名。（西山茂）
- 劇場版 魔法禁書目錄：恩底彌翁的奇蹟（西山茂）
- 劇場版 STEINS;GATE：負荷領域的既視感（後藤正浩）

2014年
- 一年級大個子，二年級小個子（日语：大きい1年生と小さな2年生）（後藤正浩）
- 猛烈宇宙海賊 ABYSS OF HYPERSPACE -亞空的深淵-（坪根健太郎）

2015年
- 秋之鼓點（日语：アキの奏で）（新見元希）
- 百日紅 ～Miss HOKUSAI～（西山茂）
- 怪物的孩子（西山茂）
- 好想大聲說出心底的話。（西山茂）
- 續·劇場版 Wake Up, Girls！前篇：青春之影（坪根健太郎）
- 小魔女學園：魔法遊行（坪根健太郎）
- 續·劇場版 Wake Up, Girls！後篇：Beyond the Bottom（坪根健太郎）

2016年
- 玻璃花與毀壞的世界（坪根健太郎）
- 同級生（西山茂）

2017年
- 劇場版 刀劍神域：序列爭戰（西山茂）
- 劇場版 Fate/kaleid liner 魔法少女☆伊莉雅：雪下的誓言（坪根健太郎）

2018年
- 未來的未來（西山茂）
- 劇場版 七大罪：天空的囚人（後藤正浩）
- 劇場版 悠悠哉哉少女日和 Vacation（坪根健太郎）

### 網路動畫
2011年
- +tic模型姊姊（須藤瞳）

2012年
- 天然萌少女明日香（坪根健太郎）

2013年
- 宮河家的空腹（坪根健太郎）

2014年
- Double Circle（近藤勇二）

### 其它
- 魔力寶貝II（2007年，開頭影片）
- Shining Force EXA（日语：シャイニング・フォース イクサ）（2007年，開頭影片）
- 中居大師說（2012年，開頭影片）

## 所屬工作人員
- 西山茂
- 後藤正浩
- 坪根健太郎
- 須藤瞳
- 近藤勇二
- 新見元希
- 山岸步奈實
- 瀧川三智

## 外部連結
- 株式會社REAL-T公式官網 （页面存档备份，存于） （日語）